# BS.Player
BS.Player — медиапроигрыватель для Windows, созданный в Словении компанией Webteh, воспроизводящий файлы во многих мультимедийных форматах (таких как AVI, MPEG, Ogg, Matroska, ASF, QuickTime, MP4, WAV, MP3 и т. д.). Отличается продвинутой функциональностью в работе с субтитрами (форматы .sub, .srt и .stf): умеет самостоятельно загружать субтитры на нужном языке, одновременно выводить на экран две пары субтитров, автоматически подстраивать отображение субтитров при рассинхронизации субтитров и видео.
BS.Player, как и большинство медиапроигрывателей, требует корректно установленных кодеков и сплиттеров для воспроизведения типов файлов, поддержка которых не встроена в проигрыватель изначально. После первой установки BS.Player ищет уже установленные кодеки и предлагает пользователю установить недостающие. Распространяется в двух версиях: FREE и PRO. BS.Player поддерживает Windows 2000, XP, Vista, 7 ,8,10, в то время как более ранние версии также поддерживают Windows 98 и Windows ME. Также BS.Player доступен для Android. В Google Play можно бесплатно скачать плеер и дополнительные кодеки к нему.
BS.Player может многое предложить, когда дело доходит до функций. Чтобы узнать больше о том, что он может дать, вот несколько функций, которые нам действительно нравятся при использовании BS.Player. Без лишних слов, вот функции, которые мы можем получить.
● Он поддерживает воспроизведение YouTube.
● Предлагает список воспроизведения для управления медиафайлами.
● Доступны субтитры BSPlayer.
● Инструменты редактирования, такие как поворот видео с помощью BSPlayer.
● Поддерживает все кодеки для BSPlayer, такие как AAC.
● Предоставляет прекрасную техническую поддержку по электронной почте.
● Обладает настраиваемым звуковым эквалайзером.
● Предоставьте субтитры и редактор субтитров.
● Обновление всегда доступно.
● Оборудован тюнером для воспроизведения.
● Может использоваться с воспроизведением DVD.